# Harrison Barnes
Harrison Bryce Jordan Barnes (Ames, 30 mei 1992) is een Amerikaans basketballer. Hij won met het Amerikaans basketbalteam de gouden medaille op de Olympische Zomerspelen 2016 in Rio de Janeiro.

## Carrière

### NBA-titel met Golden State Warriors en Olympisch kampioen met de VS

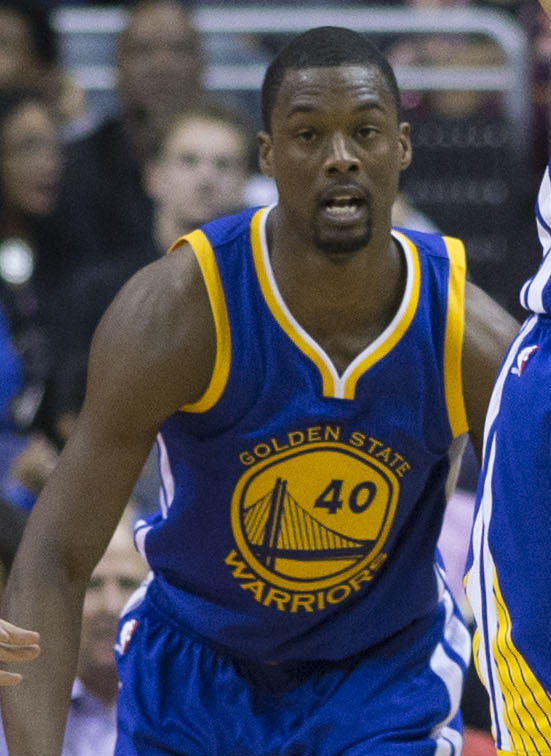
Barnes in 2016 bij de Golden State Warriors

Barnes speelde van 2010 tot 2012 voor North Carolina Tar Heels, het team van de Universiteit van North Carolina te Chapel Hill, voordat hij zich in 2012 kandidaat stelde voor de NBA draft. Hij werd in de 1e ronde als zevende gekozen door de Golden State Warriors waarvoor hij op 31 oktober 2012 zijn NBA-debuut maakte. In zijn rookie-seizoen was Barnes meteen basisspeler bij de Warriors. Op het einde van dit seizoen werd hij gekozen voor het NBA All-Rookie First Team en eindigde hij op de zesde plaats in de NBA Rookie of the Year-verkiezing. Wegens de komst van Andre Iguodala werd Barnes in het seizoen 2013/14 echter vooral uitgespeeld vanop de bank. Onder de nieuwe coach Steve Kerr werd Barnes in het seizoen 2014/15 opnieuw een vaste basisspeler van de Golden State Warriors. Golden State won in de playoffs achtereenvolgens van de New Orleans Pelicans en de Memphis Grizzlies. In de finale van de western conference speelde Barnes met 24 punten een hoofdrol in de vijfde en beslissende wedstrijd tegen de Houston Rockets. Dankzij deze overwinning kwalificeerde Golden State zich voor de eerste NBA-finale sinds 1975. In deze finale waren de Warriors, met Barnes als basisspeler, met 4-2 te sterk voor de Cleveland Cavaliers. In het seizoen 2015/16 kwamen de Warriors in de reguliere competitie nog sterker voor de dag. Eerst begonnen ze het seizoen met 24 opeenvolgende overwinningen, een record in de NBA-geschiedenis. Barnes begon opnieuw als basisspeler maar na 17 wedstrijden viel hij geblesseerd uit voor 16 wedstrijden. De Warriors gingen het ganse seizoen verder door op hun elan en sloten het seizoen af met 73 overwinningen tegenover slechts 9 verlieswedstrijden, een record in NBA-geschiedenis. Barnes kwalificeerde zich met de Warriors nadien opnieuw voor de NBA-finale, een heruitgave van vorig seizoen tegen Cleveland. Ondanks een 3-1 voorsprong moesten de Warriors dit keer met 4-3 het onderspit delven tegen de Cavaliers. In de laatste drie verlieswedstrijden had Barnes een shotpercentage van slechts 16%. In augustus 2016 maakte Barnes deel uit van de Amerikaanse selectie voor de Olympische Spelen in Rio de Janeiro. Aan de zijde van oa. Kevin Durant, Klay Thompson, Kyrie Irving en Carmelo Anthony veroverde Barnes een nieuwe Olympische titel voor de VS, dankzij winst in de finale tegen Servië. Tijdens deze Olympische Spelen speelde Barnes mee in 4 wedstrijden, inclusief de finale tegen Servië. Gedurende deze wedstrijden scoorde hij 17 punten.

### Transfer naar Dallas Mavericks
Op 9 juli 2016 tekende Barnes een 4-jarig contract bij de Dallas Mavericks. In zijn eerste seizoen bij de Mavericks scoorde Barnes 7 keer meer dan 30 punten. Met een gemiddelde van 19,2 punten per wedstrijd, bijna het dubbele van zijn gemiddelde bij de Golden State Warriors, was hij dit seizoen de beste schutter in Dallas. Ook in het seizoen 2017/18 was Barnes de beste schutter voor de Mavericks. Hij liet ook 8 double doubles optekenen, een persoonlijk record. In 2 seizoenen in Dallas kon Barnes nooit de playoffs bereiken. Door een blessure kwam Barnes in het seizoen 2018/19 de eerste wedstrijden niet aan spelen toe, om daarna snel zijn basisplaats terug in te nemen.

### Verrassende ruil naar Sacramento Kings
Op 6 oktober 2019 lekte tijdens een wedstrijd van Dallas tegen de Charlotte Hornets het nieuws uit dat Barnes met onmiddellijke ingang werd geruild naar de Sacramento Kings. In ruil maakten Justin Jackson en Zach Randolph de omgekeerde beweging. Amper twee dagen later maakte Barnes als basisspeler zijn debuut voor Sacramento. Barnes was ook de daaropvolgende seizoenen basisspeler voor Sacramento Kings, waarmee hij echter nooit de playoffs kon bereiken.

## Erelijst
- NBA-kampioen: 2015
- NBA All-Rookie First Team: 2014
- Olympische Spelen: 2016
- Nummer 40 teruggetrokken door de North Carolina Tar Heels

## Statistieken

### Reguliere Seizoen
| Seizoen  | Team                  | WG  | WS  | MPW  | 2P%  | 3P%  | FW%  | RPW | APW | SPW | BPW | PPW  |
| -------- | --------------------- | --- | --- | ---- | ---- | ---- | ---- | --- | --- | --- | --- | ---- |
| 2012/13  | Golden State Warriors | 81  | 81  | 25,4 | 43,9 | 35,9 | 75,8 | 4,1 | 1,2 | 0,6 | 0,2 | 9,2  |
| 2013/14  | Golden State Warriors | 78  | 24  | 28,3 | 39,9 | 34,7 | 71,8 | 4,0 | 1,5 | 0,8 | 0,3 | 9,5  |
| 2014/15  | Golden State Warriors | 82  | 82  | 28,3 | 48,2 | 40,5 | 72,0 | 5,5 | 1,4 | 0,7 | 0,2 | 10,1 |
| 2015/16  | Golden State Warriors | 66  | 59  | 30,9 | 46,6 | 38,3 | 76,1 | 4,9 | 1,8 | 0,6 | 0,2 | 11,7 |
| 2016/17  | Dallas Mavericks      | 79  | 79  | 35,5 | 46,8 | 35,1 | 86,1 | 5,0 | 1,5 | 0,8 | 0,2 | 19,2 |
| 2017/18  | Dallas Mavericks      | 77  | 77  | 34,2 | 44,5 | 35,7 | 82,7 | 6,1 | 2,0 | 0,6 | 0,2 | 18,9 |
| 2018/19  | Dallas Mavericks      | 49  | 49  | 32,3 | 40,4 | 38,9 | 83,3 | 4,2 | 1,3 | 0,7 | 0,2 | 17,7 |
| 2018/19  | Sacramento Kings      | 28  | 28  | 33,9 | 45,5 | 40,8 | 80,0 | 5,5 | 1,9 | 0,6 | 0,1 | 14,3 |
| 2019/20  | Sacramento Kings      | 72  | 72  | 34,5 | 46,0 | 38,1 | 80,1 | 4,9 | 2,2 | 0,6 | 0,2 | 14,5 |
| 2020/21  | Sacramento Kings      | 58  | 58  | 36,2 | 49,7 | 39,1 | 83,0 | 6,6 | 3,5 | 0,7 | 0,2 | 16,1 |
| 2021/22  | Sacramento Kings      | 77  | 77  | 33,6 | 46,9 | 39,4 | 82,6 | 5,6 | 2,4 | 0,7 | 0,2 | 16,4 |
| Carrière | Carrière              | 747 | 686 | 31,8 | 45,3 | 37,9 | 80,4 | 5,1 | 1,8 | 0,7 | 0,2 | 14,1 |

### Play-offs
| Seizoen  | Team                  | WG | WS | MPW  | 2P%  | 3P%  | FW%  | RPW | APW | SPW | BPW | PPW  |
| -------- | --------------------- | -- | -- | ---- | ---- | ---- | ---- | --- | --- | --- | --- | ---- |
| 2012/13  | Golden State Warriors | 12 | 12 | 38,4 | 44,4 | 36,5 | 85,7 | 6,4 | 1,3 | 0,6 | 0,4 | 16,1 |
| 2013/14  | Golden State Warriors | 7  | 0  | 22,3 | 39,6 | 38,1 | 56,3 | 4,0 | 1,1 | 0,1 | 0,4 | 7,9  |
| 2014/15  | Golden State Warriors | 21 | 21 | 32,4 | 44,0 | 35,5 | 73,5 | 5,2 | 1,5 | 0,8 | 0,5 | 10,6 |
| 2015/16  | Golden State Warriors | 24 | 23 | 31,0 | 38,5 | 34,2 | 76,5 | 4,7 | 1,3 | 0,7 | 0,2 | 9,0  |
| Carrière | Carrière              | 64 | 56 | 31,9 | 41,9 | 35,5 | 75,6 | 5,1 | 1,3 | 0,7 | 0,4 | 10,7 |

4 Jimmy Butler · 
5 Kevin Durant · 
6 DeAndre Jordan · 
7 Kyle Lowry · 
8 Harrison Barnes · 
9 DeMar DeRozan · 
10 Kyrie Irving · 
11 Klay Thompson · 
12 DeMarcus Cousins · 
13 Paul George · 
14 Draymond Green · 
15 Carmelo Anthony · 
Coach Mike Krzyzewski
1 Kuzmić ·
4 Rush ·
5 Speights ·
7 Holiday ·
9 Iguodala ·
10 Lee ·
11 Thompson ·
12 Bogut ·
19 Barbosa ·
20 McAdoo ·
23 Green ·
30 Curry ·
31 Ezeli ·
34 Livingston ·
40 Barnes ·
Coach Kerr